# 奥努斯卡累利阿

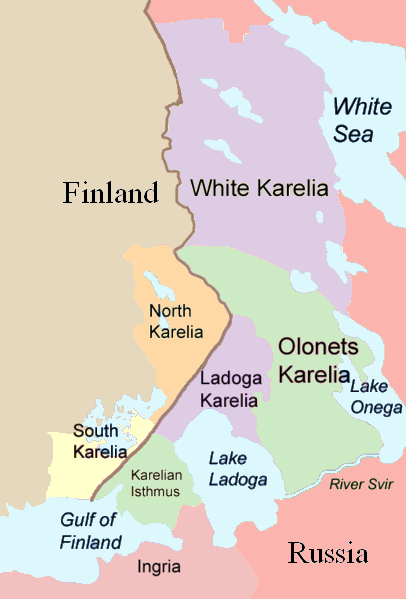
奥努斯卡累利阿的位置，图中“Olonets Karelia”

奥努斯卡累利阿（芬蘭語：Aunuksen Karjala），又按俄语名译为奥洛涅茨卡累利阿（俄语：Олонецкая Карелия），是现今俄罗斯境内的一块历史和文化地区，为东卡累利阿的南半部。其西边为拉多加卡累利阿及芬兰，北边为白海卡累利阿、南边以斯維里河为界，东边为奥涅加湖。该地区有卡累利阿语的独有方言，称为利维卡累利阿语或奥洛涅茨卡累利阿语。
现今该地区的主要居民为東斯拉夫民族，如俄罗斯人和乌克兰人。其次族群有卡累利阿人和维普斯人。最大城市为彼得罗扎沃茨克，之后为孔多波加、謝格扎和梅德韋日耶戈爾斯克。